# Марія-Антуанетта (фільм, 2006)
«Марія-Антуанетта» — біографічний фільм про життя королеви Франції Марії-Антуанетти, знятий режисеркою Софією Копполою у 2006 році. Екранізація книги Антонії Фрейзер «Марія-Антуанетта: Подорож».

## Сюжет
1770 рік. Марія Антонія Йозефа Йоганна Габсбурзько-Лотаринзька — 14-річна і наймолодша донька імператриці Австрії Марії-Терезії. Мати обрала її для того, щоб видати заміж за іншого кузена, дофіна Франції Людовика XVI, і укласти тим самим союз між двома державами. На кордоні Франції та Австрії відбувається символічна церемонія. За традицією наречена повинна залишити все, що нагадувало б їй про іноземний двір. Виходячи з намету на французьку сторону, Марія-Антонія стає дофіною Марією-Антуанеттою.
Згодом Марія-Антуанетта зустрічає короля Людовика XV та його онука, її майбутнього чоловіка — дофіна. Увага двору майже цілком сконцентрована на молодій парі. Марія-Антуанетта практично весь час оточена слугами і знатними дамами. Їй навіть не дозволяється самостійно вдягатися, і вона повинна снідати в оточенні великої кількості людей. Разом з тим, більшість придворних зневажають дофіну як іноземку і звинувачують її в тому, що шлюб не приносить спадкоємця.
Французький двір буквально кишить чутками. Більшість з них відноситься до мадам дю Баррі, фаворитки короля. Раніше їй не дозволялося перебувати при дворі, проте Людовик XV подарував їй титул графині, тим самим викликавши невдоволення знаті. Жертвою чуток стала і Марія-Антуанетта. Становище дофіни стає все більш хитким.
Незабаром Марія-Антуанетта знаходить собі подруг і починає звикати до нового життя. Вона знаходить втіху в купівлі розкішних суконь і взуття, поїданні солодощів та азартних іграх.
Дофін та його брат збираються на чергове полювання, і Марія повідомляє йому, що вона буде ображена, якщо її невістка Марія-Жозефіна (насправді Марія-Тереза, графиня Артуа) народить дитину раніше за неї. Її чоловік обіцяє їй, що після полювання займатиметься цим. Король Франції повідомляє раднику, що не збирається розривати союз із Австрією і наказує послати лікаря, щоб той оглянув Марію-Антуанетту і Людовика XVI. Дофіна зазнає тиску з різних сторін, так як її шлюб залишається бездітним. Врешті-решт Марія-Жозефіна народжує хлопчика, Луї-Антонія.
По мірі того, як економічне та політичне становище Франції погіршується, Марія все більше віддаляється від двору, і її спосіб життя стає гедоністичним.
Після смерті Людовика XV в травні 1774 року, новим королем Франції був обраний Людовик XVI. Молодий та недосвідчений король витрачає багато грошей на іноземні війни, зокрема Американську революцію, тим самим збільшуючи борги Франції. Трохи пізніше, Марія-Антуанетта святкує своє двадцятиріччя, влаштувавши розкішну вечірку. Незважаючи на зростання в країні бідності та хвилювання, вона продовжує витрачати гроші.
Згодом у Версаль прибуває брат Марії-Антуанетти, Йосиф II для того, щоб відвідати сестру. Він рекомендує їй утриматися від постійних вечірок та азартних ігор, а також змінити оточення. Пізніше імператор зустрічається з Людовиком у звіринці, де король демонструє слона. Йосиф II пояснює «механіку» сексуальних відносин на прикладі замків і ключів, оскільки одним із королівських хобі було виготовлення замків і ключів. Тієї ж ночі король і королева вперше займаються коханням. 19 грудня 1778 року королева народжує дівчинку, Марію-Терезу. Мати хоче годувати доньку самостійно, однак це не дозволяється звичаями. Маленька принцеса росте, і Марія-Антуанетта все більше часу проводить на віллі Малий Тріанон (фр. Petit Trianon), яку подарував їй Людовик. В цей же час у Марії зав'язується роман з графом Ферзеном.
Тим часом Французька революція набирає повну силу, і бунтівливі починають марш від Парижа до Версаля. В той час, як більшість знаті тікає з країни, Марія-Антуанетта та її чоловік вирішують залишитися. Натовп досягає палацу і королівська сім'я залишає його на наступний ранок. Останнім кадром фільму стає вигляд зруйнованої спальні королеви.

## У ролях
- Кірстен Данст — Марія-Антуанетта
- Джейсон Шварцман — Людовик XVI
- Стів Куґан — посол Флорімон Клод де Мерсі-Аржанто
- Джуді Девіс — графиня де Ноай
- Ріп Торн — Людовик XV
- Роуз Бірн — герцогиня де Поліньяк
- Азія Ардженто — графиня дю Баррі
- Маріанна Фейтфулл — імператриця Марія-Терезія
- Денні Г'юстон — імператор Йосиф II
- Орор Клеман — герцогиня де Шартр
- Жан-Крістоф Буве — герцог де Шуазель
- Джеймі Дорнан — граф Ферзен
- Мері Най — принцеса де Ламбаль
- Моллі Шеннон — Вікторія Французька
- Ширлі Гендерсон — Софія Французька
- Сара Адлер — графиня д'Артуа
- Том Гарді — Рамон
- Матьє Амальрік — людина в кулі

## Факти про фільм
- Знімальна група отримала від французького уряду спеціальний дозвіл для зйомок у Версалі. У палаці зйомки проходили в Королівській каплиці, в Салоні Геркулеса, в Дзеркальній галереї та в Салоні Світу. Крім покоїв палацу, зйомки також проходили в садах Версаля. Щоб не закривати Версаль для відвідування туристами, для зйомок був обраний понеділок і ніч на вівторок.
- Кінострічка була номінована на «Золоту пальмову гілку», а потім стала володарем головних нагород Каннського кінофестивалю, Призу Французької системи національної освіти, Оскара і BAFTA.
- В одній зі сцен, коли Марія-Антуанетта приміряє взуття, на задньому плані можна побачити пару кедів Converse.
- Роль Людовика XV спочатку передбачалася для Алена Делона. Передбачається, що він запросив Софію Копполу на вечерю, подарував величезний букет квітів і сказав, що це не той тип ролі, в якій його хотіли б бачити його фанати.
- Незважаючи на те, що Дзеркальний зал знаходився на реставрації — аж до весни 2007 року — режисерові все ж дозволили зняти там сцену балу з нагоди весілля Марії-Антуанетти і Людовика XVI.
- Фільм повинен був вийти в прокат до «Труднощів перекладу» (2003), але під час написання сценарію, зіставлення отриманого матеріалу з історичними даними та розвитку образів персонажів Софія Коппола почала створювати нову історію для того, щоб відволіктися від важкого заняття.
- Софія Коппола відмовилась читати знамениту біографію Марії-Антуанетти, написану Стефаном Цвейгом, вважаючи її занадто суворою.
- Сотні пар взуття для фільму зробив іспанський дизайнер Маноло Бланік.
- Торти та інші кондитерські вироби для фільму були зроблені фірмою Ladurée.
- Спочатку графа Ганса Акселя фон Ферзена запропонували зіграти солісту гурту Kasabian Тому Мейгану, але музикант відмовився, після чого роль віддали Джеймі Дорнану.
- Старовинна арфа, зроблена у 1783 році, була взята з італійського «Museo-Arpa Victor Salvi» для того, щоб створити реалістичну обстановку.
- Спочатку роль мадам Дюбаррі передбачалася для Анджеліни Джолі, але в актриси був дуже напружений графік. Потім розглядалася кандидатура Кетрін Зета-Джонс, але в підсумку на цю роль запросили Азію Ардженто.
- Деякі фрази фільму є дослівними цитатами реальних історичних осіб, а саме: коментар старого короля Людовика XV про фігуру невістки; думка Марії-Антуанетти про свої прикраси, яку вона висловлює графині Дюбаррі; скарги юної королеви з приводу надлишку людей у Версалі; бесіда Марії з чоловіком про вечірку з нагоди святкування 18-річчя дівчини; гасло: «Дозволь їм з'їсти пиріг».
- Музиканти, які грають на гітарах в Petit Trianon — це члени гурту Phoenix.
- У первісному сценарії згадувалась історія з намистом, широко відому подію із життя Марії-Антуанетти. Згодом від цієї частини відмовилися.
- Спочатку Джуді Девіс, яка зіграла роль графині де Ноай, запропонували зіграти роль матері головної героїні Марію-Терезу, але актриса побоялася, що не впорається з цією роллю, тому попросила більш легкий персонаж.

## Помилки та історичні невідповідності
- В реальності Людовик XVI із дружиною після спроби втечі були кинуті до в'язниці — у фільмі вони тікають до іншої країни.
- В картині у Марії-Антуанетти тільки троє дітей, але насправді їх було четверо. Старшинство та послідовність народження спадкоємців сплутані.
- У фільмі в королівської пари не народжувалась дитина через відсутність інтимної близькості, хоча насправді Людовик XVI хворів фімозом. Тільки 7 років потому після укладання шлюбу приїхав Йосиф II і переконав його зробити операцію, після чого через 13 місяців у пари народилася донька.
- Марія-Антуанетта заварює брату зв'язаний розкривний чай, але такий вид даного напою з'явився тільки два століття потому.
- Під час сцени втечі королівської сім'ї із замку можна побачити, як карета двічі перетинає центр саду.